# Madonna col Bambino e i santi Domenico e Caterina da Siena
La Madonna col Bambino e i santi Domenico di Guzman e Caterina da Siena è dipinto olio su tela realizzato da Enea Salmeggia detto il Talpino o sicuramente dalla sua bottega dove lavorata con i figli Francesco e Chiara nel 1618 per la chiesa dei Santi Nazaro e Celso di Brienno.

## Storia
Molte furono le committenze che il pittore nembrese e altri pittori bergamaschi ottennero al di fuori del territorio di Bergamo, si conserva infatti a Como un dipinto di Pietro Ronzelli del 1596. Il dipinto fu individuato dalla studiosa Maria Teresa Binaghi Olivari, durante un sopralluogo alla chiesa nell'ottobre del 1976 e inserito nel documento inviato all'archivio della Soprintendenza dei Beni Artistici e Storici di Milano.
La firma come «Enea Talpino» e la «F» posta dopo «Salmezia» ha fatto per molto tempo supporre che potesse essere un'opera del figlio Francesco. Il dipinto presentava un restauro di qualche decennio precedente la relazione della Binaghi che aveva notevolmente modificato il colore in particolare quello rosso degli angeli posti accanto alla Vergine, in occasione di quel restauro era stato sicuramente aggiunto un ramo di rose tra i due santi presenti sul piano inferiore.  La tela fu quindi successivamente restaurata da Alida Negrello che la ripropose nella sua interezza originale, anche se le velature che l'artista aveva posto per ultime, sono andate perse mentre si è evidenziata la presenza di un pentimento, infatti il ramo che l'angelo posto sul piano superiore sinistro, tiene in mano, ne ha un altro a fianco poi coperto.

## Descrizione
La tela raffigura nella parte inferiore sinistra san Domenico di Guzmán che riceve dalla Madonna un rosario, indossa gli abiti dell'ordine domenicano, ed è inginocchiato su di un concio di pietra dove è impressa la firma dell'artista e la datazione ENEA TAL [PINO]/SALMEZIA F./MDCXVIII. Sul lato destro è raffigurata santa Caterina da Siena anche lei genuflessa con le braccia incrociate al petto e con un ramo di gigli fiorito. Il paesaggio raffigurato tra i due santi presenta una località pianeggiante, pare il percorso di un fiume che avanza fino all'orizzonte, mentre sulla parte frontale è dipinta una porta d'accesso a un borgo rurale. Questa parte della tela non presenta la classica esecuzione del Salmeggia dai tratti squadrati, anzi pare pitturata con a “punta di pennello veloce e sommario”. Il dipinto pare non presenti la grande qualità pittorica di Enea anche se sicuramente eseguito nella sua bottega. 
La parte inferiore della tela aveva subito un danno a causa di infiltrazioni d'acqua, e quindi è stato ricostruito, forse anche la firma del pittore che soleva firmare Æ  e mai con il nome Talpino, contrariamente al figlio, farebbe considerare che il restauratore abbia reinserito a proprio considerazione la scritta dell'epigrafe sul concio di pietra.
L'ordine superiore sono raffigurati due angeli. Quello di sinistra regge un ramo mentre quello a destra un mazzo di rose che il Bambino tenuto nelle braccia della Vergine, sfiora mentre guarda santa Caterina. Le rose sono il profumo che la rende riconoscibile.
Contrariamente alla firma, la datazione pare possa essere consona al periodo in cui l'artista ha dipinto l'opera.